# Hypoplectrus gummigutta
Hypoplectrus gummigutta, tên thông thường là cá mú vàng (tiếng Anh: Golden hamlet), là một loài cá biển thuộc chi Hypoplectrus trong họ Cá mú. Loài này được mô tả lần đầu tiên vào năm 1851.

## Phân bố và môi trường sống
H. gummigutta có phạm vi phân bố ở vùng biển Tây Bắc Đại Tây Dương. Loài cá này được tìm thấy ngoài khơi Veracruz, Mexico trong vịnh Mexico; dọc theo Trung Mỹ và Nam Mỹ, chúng được tìm thấy từ Honduras đến đầm Chiriqui, Panama và xung quanh các hòn đảo ngoài khơi Venezuela; H. gummigutta còn được quan sát ở xung quanh các đảo thuộc nhóm Antilles và Bahamas. H. gummigutta sống xung quanh các rạn san hô ở độ sâu khoảng từ 3 đến 45 m.

## Mô tả
Mẫu vật có chiều dài cơ thể lớn nhất ở H. gummigutta với kích thước được ghi nhận là khoảng 13 cm. Các loài Hypoplectrus là loài lưỡng tính, có thể xen kẽ "vai trò" của cá thể đực lẫn cá thể mái trong quá trình sinh sản. Đầu, thân và vây có màu vàng cam đậm hoặc vàng tươi. Hai bên mõm có đốm đen được viền màu xanh ánh kim, kéo dài từ mắt đến môi trên. Đầu có những vệt đốm màu xanh lam sáng.
Số gai ở vây lưng: 10; Số tia vây mềm ở vây lưng: 14 - 17; Số gai ở vây hậu môn: 3; Số tia vây mềm ở vây hậu môn: 7; Số gai ở vây bụng: 1; Số tia vây mềm ở vây bụng: 5; Số tia vây mềm ở vây ngực: 13; Số vảy đường bên: 48 - 53; Số lược mang: 17 - 23.
Loài này hiếm khi được đánh bắt trong buôn bán cá cảnh, mặc dù nó có màu sắc hấp dẫn hơn những loài Hypoplectrus khác.